# Karel Niessen
Karel Frederik Niessen (Velsen, 21 april 1895 – 1967) was een Nederlands theoretisch natuurkundige die bijdragen heeft geleverd op het gebied van de kwantumfysica en vooral bekend is van het Pauli-Niessen-model.

## Biografie
Niessen begon in 1914 aan zijn studie natuurkunde aan de Universiteit Utrecht. In 1922 ontving hij zijn doctoraat onder Leonard Ornstein. Van 1921 tot 1928 was hij assistent aan deze universiteit, uitgezonderd de periode van zijn post-doctoraalstudie en onderzoek van 1925 tot 1926 aan de Ludwig Maximilians-Universiteit in München onder Arnold Sommerfeld. Hij kon hiernaartoe dankzij een stipendium van de Rockefeller Foundation. Ook verbleef hij van 1928 tot 1929 aan de University of Wisconsin-Madison.

## Werk
Zowel Niessens proefschrift van 1922 als Wolfgang Pauli's uitgebreide proefschrift ging over de waterstofmolecuulion in het atoommodel van Bohr-Sommerfeld. Hun werk wordt daarom vaak aangeduid als het Pauli-Niessen-model. Hun onderzoek heeft bijgedragen tot het aantonen van de ontoereikendheid van de oude kwantummechanica, wat natuurkundigen de aanzet gaf om nieuwe wegen te verkennen. Dit leidde tot de formulering van de matrixmechanica van de kwantummechanica door Werner Heisenberg en Max Born in 1925 alsmede Erwin Schrödingers formulering van de golfmechanica in 1926, die gelijkwaardig bleken te zijn.
Na zijn terugkeer in Nederland in 1929 was Niessen gedurende zijn gehele carrière werkzaam als theoretisch natuurkundige bij elektronicaconcern Philips in Eindhoven.